# مونت باشي ستراد بينك 2010
مونت باشي ستراد بينك 2010 (بالإيطالية: Monte Paschi Strade Bianche 2010)‏ هو سباق دراجات هوائية، وهو الموسم رقم 4 من ستراد بينك، وأقيم في 6 مارس 2010 ضمن سباقات طواف أوروبا للدراجات 2009–10.
فاز  بالمركز الأول مكسيم لجلينسكاي، وبالمركز الثاني توماس لوفكفيست، وبالمركز الثالث مايكل روجرز.

## الفائزون
| الترتيب | الفائز          |
| ------- | --------------- |
| الفائز  | مكسيم لجلينسكاي |
| الثاني  | توماس لوفكفيست  |
| الثالث  | مايكل روجرز     |